# Bernardino Lima
Bernardino Manuel Cardoso de Lima (Porto, 8 de Dezembro de 1979) é um Engenheiro Civil português formado no ramo de Estruturas formado na Faculdade de Engenharia da Universidade do Porto. É também pontualmente actor/cantor tendo já integrado o elenco de Jesus Cristo Superstar de Filipe La Féria.